# Kozō Andō
Kozō Andō (jap. 安藤 宏三, Andō Kozō; * 20. Juni 1940 in Ōgaki; † 8. Oktober 2003 in Tokio) war ein japanischer Kendōka (8. Dan Kyoshi) und Professor an der Waseda-Universität.
Mit 13 Jahren begann er Kendō an der Mittelschule in Yokkaichi zu trainieren. Als Student war er Mannschaftskapitän des Kendōclubs in der  Waseda-Universität. Mit 27 bestand er die Prüfung zum 7. Dan Kendō. Er war bis 2003 Shihan der Universität. Daneben war er leitendes Mitglied verschiedener Gremien der Alljapanischen Kendō-Föderation (Zen Nihon Kendō Renmei) und der Alljapanischen Studenten Kendō-Föderation (Zen Nihon Gakusei Kendo Renmei).
Andō veröffentlichte diverse Fachbeiträge zum Kendō in japanischer Sprache sowie – zusammen mit Kotaro Oshima – das in der Übersetzung von Ichiko Mandt bis heute im deutschsprachigen Raum als Standardwerk geltende „Lehrbuch des japanischen Schwertkampfs“.
In Deutschland war er über viele Jahre als Bundestrainer aktiv. Er besuchte oft Hamburg und war Shihan des Kendō Dōjō Hamburg im SV Eidelstedt.
Kozō Andō starb an den Folgen eines auf der Rückreise von Deutschland nach Japan erlittenen Schlaganfalls in einem Krankenhaus in Tokio.